# Gwiazdówko (stacja kolejowa)
Gwiazdówko – zlikwidowana stacja kolejowa w Gwiazdówku w województwie zachodniopomorskim, w Polsce.

## Linki zewnętrzne

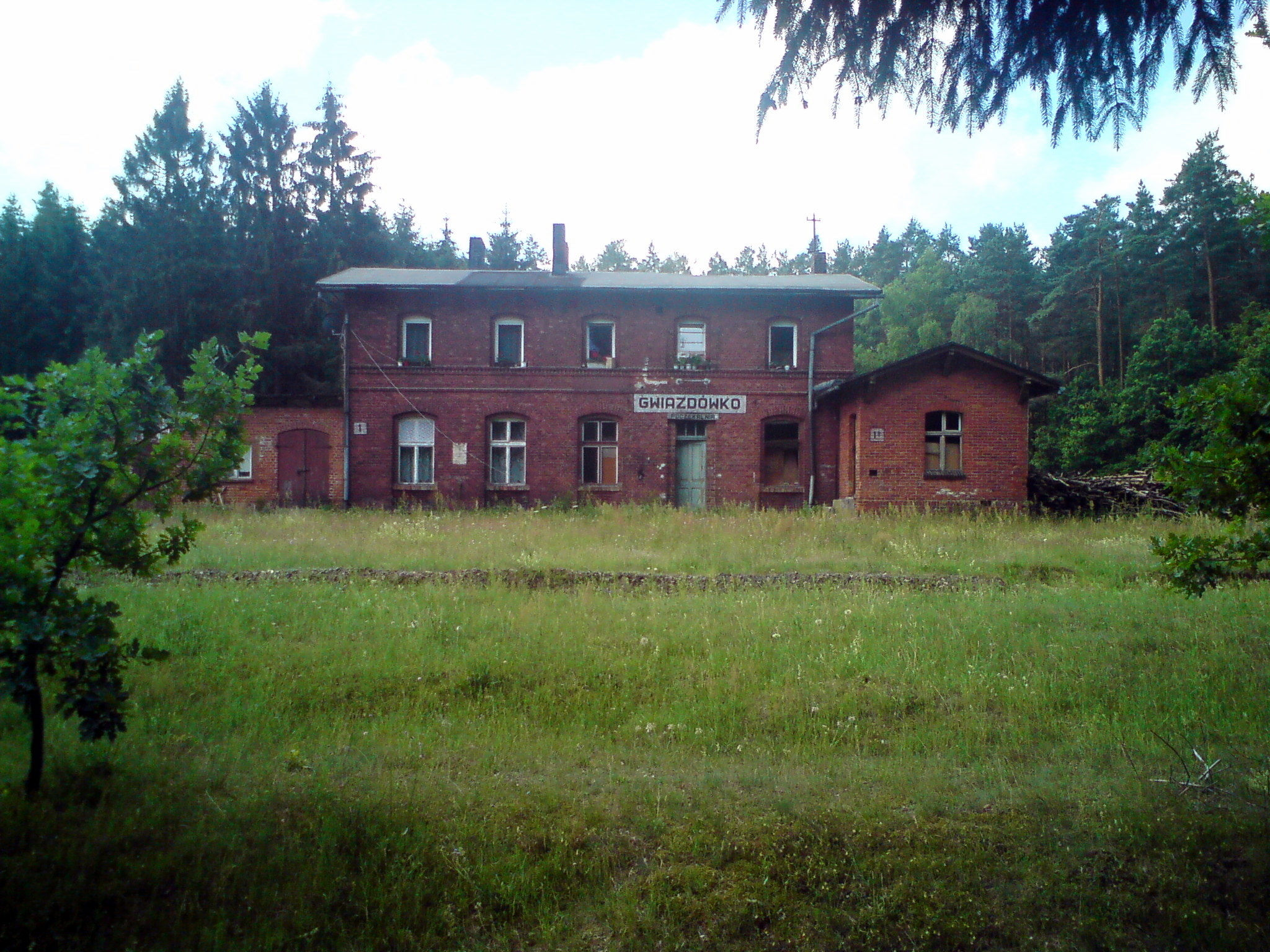
Budynek dawnej stacji Gwiazdówko.